# Arrowhead Stadium
El Arrowhead Stadium, conocido por motivos de patrocinio como GEHA Field at Arrowhead Stadium, es un estadio de fútbol americano y fútbol en la ciudad de Kansas City (Misuri), Estados Unidos. En él juegan sus partidos de locales los Kansas City Chiefs. Los aficionados normalmente se refieren a él como "The red sea" (el "Mar Rojo", en inglés) o simplemente como "Arrowhead", que en inglés quiere decir "Cabeza de Flecha". Tiene fama de ser uno de los estadios a cielo abierto más ruidosos de la NFL debido a la exuberancia de los aficionados de los Chiefs.

## Historia
Después de tres años jugando en Dallas como los "Texans", Lamar Hunt mudó el equipo a Kansas City en 1963 y lo renombró como los "Chiefs" (jefes). Por cerca de una década, los Chiefs compartieron el Municipal Stadium con los Kansas City Royals de la MLB.
En enero de 1967, los Chiefs jugaron su primer Super Bowl. La ciudad de Kansas City no pudo encontrar una posición favorable para la construcción del nuevo estadio, que tenían planeado para no tener que compartir más el Municipal Stadium con los Royals, así que Jackson County, Misuri, un condado del Estado vecino, ofreció una localización suburbana en la frontera este con Kansas. Los votantes en 1967 aprobaron la construcción de nuevos estadios, uno para el fútbol americano y otro para el béisbol. 
La construcción del Arrowhead Stadium fue completada para la temporada de 1972. El 12 de agosto de 1972 los Kansas City Chiefs derrotaron a los St. Louis Cardinals 24-14, en el primer partido celebrado en el nuevo inmueble. El 20 de enero de 1974, se celebró el Pro Bowl en este estadio, el cual fue ganado por la AFC, 15-13. En 1991, se instaló una pantalla gigante en el estadio. En 1994 otras mejoras fueron incluidas, y la alfombra de pasto artificial fue reemplazada por una superficie de pasto natural. Con la formación de la Major League Soccer en 1996, el Arrowhead pasó a ser casa de los Kansas City Wizards.

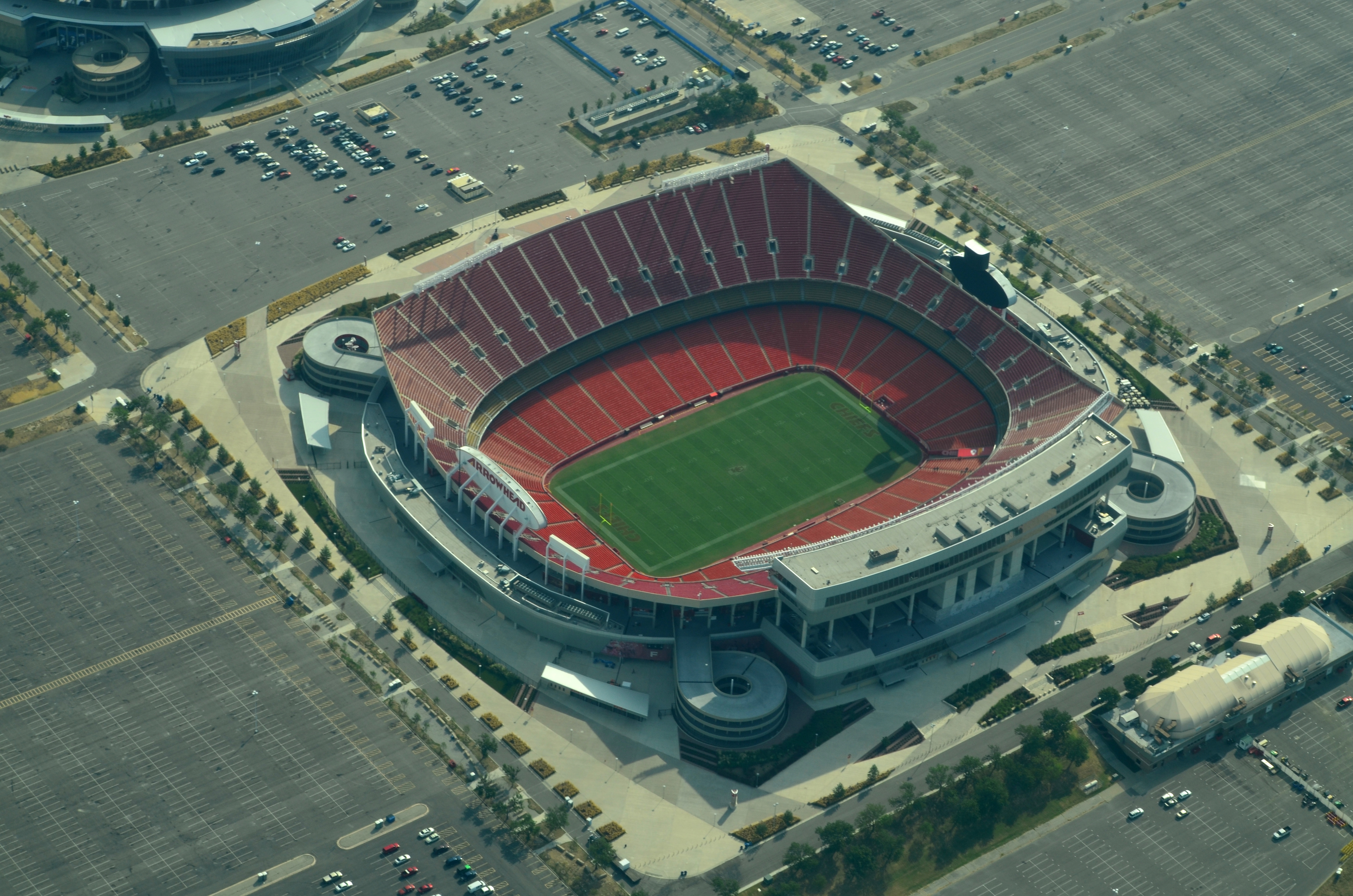
Imagen aérea.

## El pasado del Arrowhead
El 4 de abril de 2006, los votantes de Jackson County aprobaron un incremento en los impuestos por 850 millones de dólares para hacer renovaciones en los estadios Arrowhead y Kauffman. Sin embargo, los votantes rechazaron un impuesto para techar el estadio. La NFL otorgó a Kansas City el derecho a realizar la edición 49° del Super Bowl en el Arrowhead Stadium, y con el nuevo contrato, el equipo permanecerá jugando en este inmueble al menos hasta el 2031.
Una reconstrucción está planeada para 2007, y se prevé que esté listo para 2010. Entre estas mejoras se destacan:
- Renovar los vestidores de los equipos y otras facilidades.
- Nuevos y expandidos servicios.
- Duplicar la extensión de las explanadas exteriores.
- Reemplazamiento del concreto dañado.
- Nuevas rejas y más puertas para el acceso al estadio.
- Nuevas oficinas de venta de boletos.
- Nuevas zonas mecánicas y eléctricas de servicios.
- Nueva tienda de la mercancía del equipo.
- Museo del equipo de Kansas City.
- Restaurante abierto todo el año.
- Oficinas administrativas renovadas.
- Nuevas entradas para el club y zonas de recreación.
- Nuevos paneles de video.
- Mejoras en el sistema de audio.
- Mejores accesos para los aficionados a todos los niveles con más elevadores.
- Coloridas y vibrantes gráficas por todo el inmueble.
- Mejoras en la imagen general del estadio.
- Mejoras en el sistema eléctrico, de alarma de fuego y para emergencias.
- Nuevo centro de entrenamiento.

- En 2021 los Chiefs anunciaron que el estadio pasará a llamarse GEHA field at Arrowhead Stadium.

## Trivia
- Al final de la temporada de 2006 de la NFL, el estadio tiene un récord de ventas, al vender todas las entradas de 141 juegos (17 temporadas) desde el partido inaugural de la temporada de 1990. Desde ese año, tienen un récord de 102 ganados y 34 perdidos, la mejor marca en la NFL.
- La mayor asistencia a un partido en este estadio fue el 4 de noviembre de 1972, cuando 82 094 personas presenciaron el encuentro en los Chiefs y los Oakland Raiders.

## Eventos deportivos

### Copa América 2024
| Fecha              | Fase                     | Equipo         |                           | Resultado |                    | Equipo  | Espectadores |
| ------------------ | ------------------------ | -------------- | ------------------------- | --------- | ------------------ | ------- | ------------ |
| 1 de julio de 2024 | Fase de grupos - Grupo C | Estados Unidos | Bandera de Estados Unidos | 0:1       | Bandera de Uruguay | Uruguay | 55 460       |